# الس اندروز
الس اندروز (انگلیسی: Ellesse Andrews؛ زادهٔ ۳۱ دسامبر ۱۹۹۹) دوچرخه‌سوار اهل نیوزیلند است.
وی در مسابقات کشوری و بین‌المللی در مجموع برندهٔ ۴ مدال طلا، ۲ مدال نقره، ۱ مدال برنز شده‌است.